# کیم سوک-سو
کیم سوک-سو (انگلیسی: Kim Suk-soo؛ زادهٔ ۲۰ نوامبر ۱۹۳۲) سیاستمدار و وکیل اهل کره جنوبی است. وی از ۱۰ سپتامبر ۲۰۰۲ تا ۲۶ فوریه ۲۰۰۳ نخست‌وزیر این کشور بود.